# مروججية داريانية
مروججية داريانية (الاسم العلمي: Marojejya darianii) هي نوع من النبات يتبع جنس المروججية من الفصيلة الفوفلية.